# Lwówek Śląski
Lwówek Śląski là một thị trấn thuộc huyện Lwówecki, tỉnh Dolnośląskie ở miền tây nam Ba Lan. Thị trấn có diện tích 17 km². Đến ngày 1 tháng 1 năm 2011, dân số của thị trấn là 9299 người và mật độ 558 người/km².